# Vidauban
Vidauban (nom occità i francès) és un municipi francès situat al departament del Var i a la regió de Provença – Alps – Costa Blava. L'any 2005 tenia 9.311 habitants.

## Demografia
| 1962                                       | 1968  | 1975  | 1982  | 1990  | 1999  | 2007  |
| ------------------------------------------ | ----- | ----- | ----- | ----- | ----- | ----- |
| 2.611                                      | 2.757 | 2.830 | 3.805 | 5.460 | 7.311 | 9.569 |
| Des de 1962: població sense dobles comptes |       |       |       |       |       |       |

## Administració
| Període   | Identitat       | Partit |
| --------- | --------------- | ------ |
| 1944-1953 | Marcel Mouries  |        |
| 1953-1965 | Jean Bernard    |        |
| 1965-1971 | Yves Bech       |        |
| 1971-1995 | Edouard Bernard |        |
| 1995-     | Claude Pianetti | UMP    |